# Genua (provincie)
De voormalige provincie Genua is gelegen in de Noord-Italiaanse regio Ligurië. Als gevolg van de Wet 142/1990 op de hervorming van de lokale overheidsorganen, in werking getreden op 1 januari 2015, is de provincie vervangen door de metropolitane stad Genua. Ze grenst in het noorden aan de Piëmontese provincie Alessandria en de in Emilia-Romagna liggende provincies Piacenza en Parma, in het oosten ligt de provincie La Spezia en ten westen van Genua ligt de provincie Savona.
De hoofdstad Genua is de zesde stad van Italië wat betreft grootte. De stad strekt zich over meer dan 20 kilometer uit langs de Middellandse Zee. Het belangrijkste deel van de stad ligt tussen de mondingen van de rivieren Polcevera en Bisagno. Het simbool van de stad is de 117 meter hoge vuurtoren Lanterna die aan de haven staat. Het middeleeuwse centrum van de stad is goed bewaard gebleven. Rondom de stad liggen op de heuveltoppen vele kastelen van waaruit men vroeger de stad bewaakte.
De kust van de provincie behoort tot de mooiste van Italië. De meeste plaatsen aan zee zijn opgeschilderd in de zo karakteristieke warme tinten van Ligurië. Het bekendst is Portofino waar de grootste jachten van de wereld aan komen meren. Twee andere plaatsen die bijzonder mooi liggen zijn Camogli aan de andere zijde van het schiereiland van Portofino en Sestri Levante dat zich op een smal schiereiland in zee uitstrekt. Het bergachtige binnenland is zeer dunbevolkt. Het Val Trebbia met de plaats Torriglia maakt deel uit van de zogenaamde: Quattro Province. De geïsoleerde bergstreek die verspreid is over de provincies Piacenza, Alessandria, Pavia en Genua heeft een heel eigen cultuur. Het gebied heeft eigen feestdagen maar staat vooral bekend om de bijzondere dans en muziek.

## Belangrijke plaatsen
- Genua (639.560 inw.)
- Rapallo (30.260 inw.)
- Chiavari (27.257 inw.)
- Sestri Levante (19.356 inw.)

## Foto's

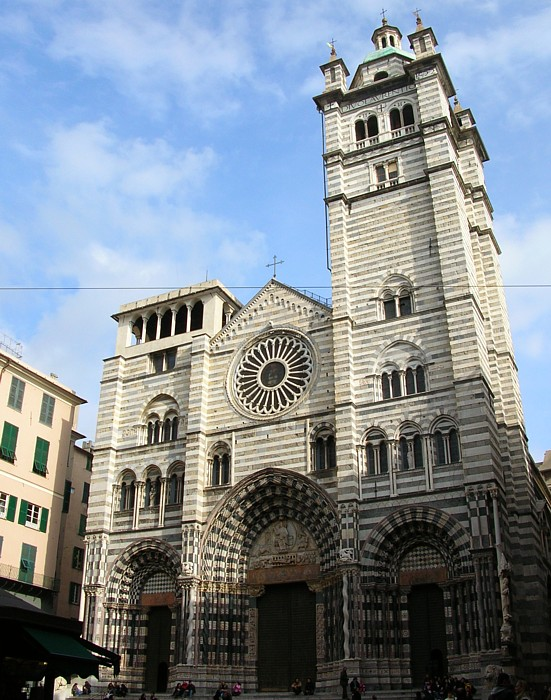
Duomo
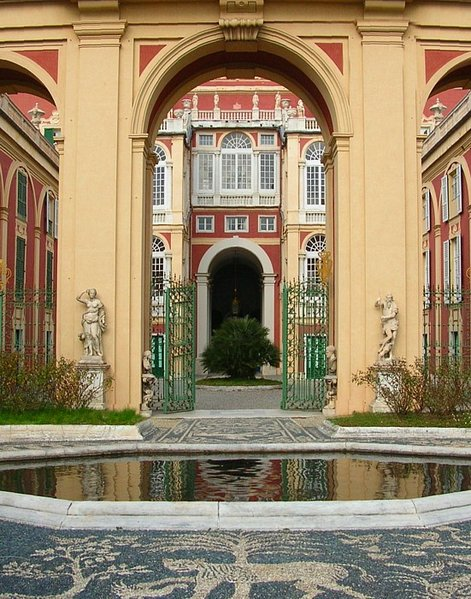
Palazzo Reale
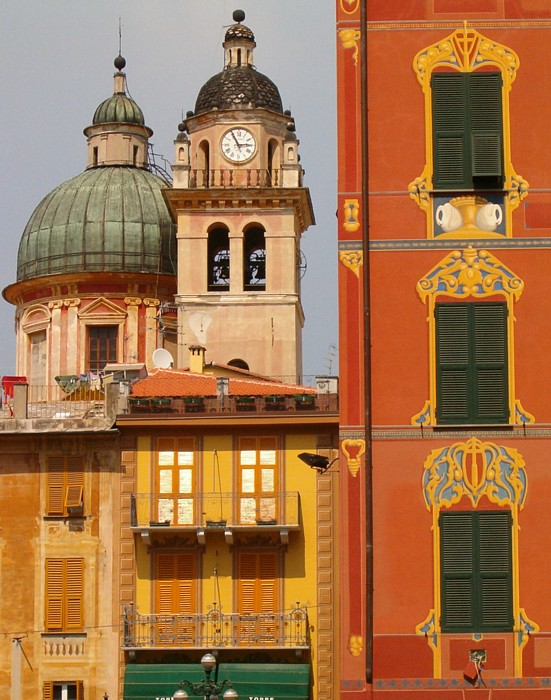
Chiavari
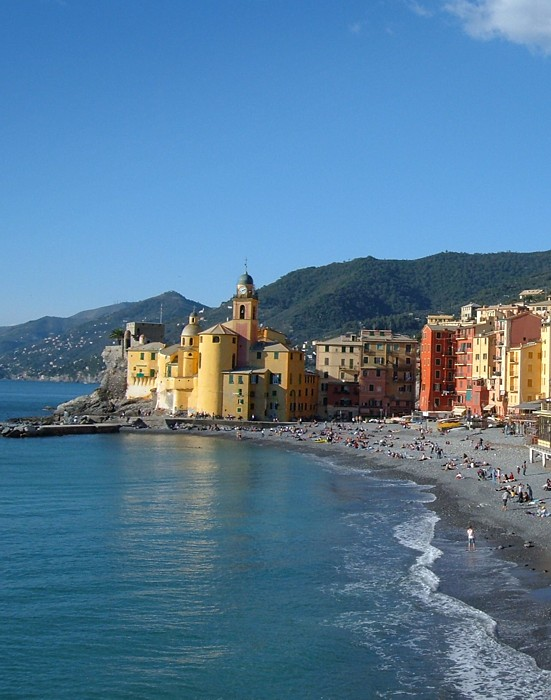
Camogli
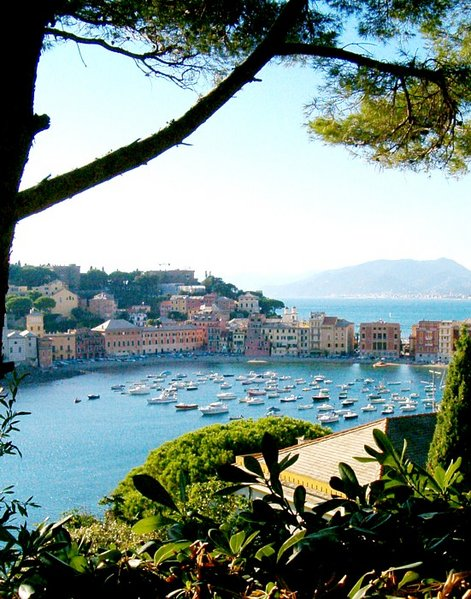
Sestri Levante